# دمیتری میلیوتنکو
دمیتری میلیوتنکو (اوکراینی: Дмитро Мілютенко؛ ۲۱ فوریهٔ ۱۸۹۹ – ۲۷ ژانویهٔ ۱۹۶۶) بازیگر اهل امپراتوری روسیه بود.
وی همچنین برندهٔ جوایزی همچون جایزه هنرمند مردمی اتحاد جماهیر شوروی و نشان لنین شده‌است.